# Hilara zeyaensis
Hilara zeyaensis är en tvåvingeart som beskrevs av Straka 1987. Hilara zeyaensis ingår i släktet Hilara och familjen dansflugor. Inga underarter finns listade i Catalogue of Life.